# James Harvey Ward
James Harvey Ward IV (Greenville, 31 luglio 1978) è un attore statunitense.

## Biografia
Nato e cresciuto a Greenville nella Carolina del Nord, si è laureato presso la University of North Carolina a Wilmington, successivamente ha studiato recitazione alla American Academy of Dramatic Arts di New York City. Ha fatto parte delle compagnie teatrali NoHo Arts Center e 68 Cent Crew Theatre Company di Los Angeles.
Si fa conoscere grazie alla sua partecipazione alla telenovela Saints & Sinners. Nel 2009 ottiene un piccolo ruolo in Transformers - La vendetta del caduto, dopo aver recitato nella serie 10,000 Days ottiene il ruolo ricorrente di Felton Norris nella serie TV True Blood.

## Filmografia

### Cinema
- Dying Days, regia di Joel Henry (2009)
- Transformers - La vendetta del caduto (Transformers: Revenge of the Fallen), regia di Michael Bay (2009) (Non accreditato)
- Darnell Dawkins: Mouth Guitar Legend, regia di Clayne Crawford (2010)
- Il cavaliere oscuro - Il ritorno (The Dark Knight Rises), regia di Christopher Nolan (2012)

### Televisione
- Saints & Sinners (29 episodi, 2007)
- Life (1 episodio, 2007)
- Heartland (1 episodio, 2007)
- Entourage (1 episodio, 2008)
- Sons of Anarchy (1 episodio, 2008)
- Numb3rs (1 episodio, 2008)
- Senza traccia (1 episodio, 2009)
- CSI: Miami (1 episodio, 2010)
- The Vampire Diaries (1 episodio, 2010)
- No Ordinary Family (1 episodio, 2010)
- NCIS: Los Angeles (1 episodio, 2010)
- 10,000 Days (12 episodi, 2010)
- True Blood – serie TV, 8 episodi (2010-2011)
- Parks and Recreation – serie TV, 1 episodio (2011)
- Low Winter Sun – serie TV, 6 episodi (2013)
- Agents of S.H.I.E.L.D. – serie TV, 2 episodi (2017-2018)

## Doppiatori italiani
Nelle versioni in italiano delle opere in cui ha recitato, James Harvey Ward è stato doppiato da:
- Giorgio Borghetti in CSI: Miami
- Davide Albano in NCIS - Unità anticrimine
- Francesco De Francesco in NCIS: Los Angeles
- Marco Baroni in Low Winter Sun
- Gianluca Crisafi in Agents of S.H.I.E.L.D. (ep. 5x04)
- Marco Vivio in Agents of S.H.I.E.L.D. (ep. 5x09)
- Francesco De Francesco in Criminal Minds